# وایدکام این د مور
وایدکام این د مور (به انگلیسی: Widecombe-in-the-Moor) یک روستا و محله مدنی در بریتانیا است که در Teignbridge واقع شده‌است.